# Vålerengen Idrettsforening
Vålerengens Idrettsforening (VIF) er en norsk idrætsforening. Den hører hjemme i Oslo, med tilknytning til bydelen Vålerenga. VIF er en paraplyorganisation for idrætsforeningene Vålerenga Fotball, Vålerenga Ishockey, Vålerenga Håndbold, Vålerenga Amerikansk Fotball, Vålerenga Innebandy og Vålerenga Ski. Tidligere har man blandt andet også haft bandy, rinkbandy, basketball, orientering, bryding og atletik. Vålerengens Idrettsforening blev stiftet den 29. juli 1913, med baggrund i Idrætspartiet Spark. I 1989 blev foreningen delt op i selvstændige klubber for de forskellige idrætsformer, med den oprindelige foreningen fungerende som en paraplyorganisation. I moderne tid er VIF mest kendt for fodbold og ishockey. Vålerenga Fotball er blevet seriemester 5 gange og cupmester 3 gange (pr. 2005). Vålerenga Ishockey er blevet seriemester 26 ganger og norgesmester 25 gange (pr. 2007).

## Kendte spillere
- Henry "Tippen" Johansen (fodbold)
- Daniel Fredheim Holm (fodbold)
- Kjetil «Reka» Rekdal (fodbold)
- Erik «Panzer» Hagen (fodbold)
- Christian Grindheim (fodbold)
- Ronny Johnsen (fodbold)
- Odd Iversen (fodbold)
- Steffen Iversen (fodbold)
- Jørn Andersen (fodbold)
- Egil «Drillo» Olsen (fodbold)
- Nils Arne Eggen (fodbold)
- John Carew (fodbold)
- Chris Mason (ishockey)
- Travis Brigley (ishockey)
- Scott Hartnell (ishockey)
- Espen «Shampo» Knutsen (ishockey)
- Anders Myrvold (ishockey)
- Øystein Olsen (ishockey)
- Einar Bruno Larsen (fodbold og ishockey)

## Eksternt link
- Offisiell hjemmeside